# Владимир Власков
Владимир Гавраилов Власков е български учител, естественик, ловец и препаратор.

## Биография
Роден е на 12 юли 1905 г. в Ямбол. Баща му е учител, а майка му Олга – домакиня. През 1932 г. завършва естествена история в Софийския университет. След завършването си работи като учител в Ямбол и започва да препарира животни. Създава собствена сбирка от животни, растения и минерали. През 1946 г. се премества в Казанлък, където учителства до 1949 г. След това се установява в Свищов, където учителства до 1953 г., а след това отново се връща в Казанлък и става учител в Мъглиж, до пенсионирането си по болест, през 1960 г. За добрата си работа неколкократно е награждаван от Министерството на народната просвета. Умира през 1976 г.

## Сбирки
Получава специално разрешение за препариране на някои застрашени видове, за да бъде колекцията от птици, бозайници, риби, влечуги и земноводни цялостно попълнена. Започва да попълва и сбирка от почти всички видове минерали в България. Като ловец предприема пътувания за събиране на материали из страната, а също така и с кораби по Черно и Средиземно море. Колекциите му от гръбначни животни са събирани в периода 1935 – 1968 г. из Старозагорско, Ямболско, Великотърновско и Бургаско. Владимир Власков е сред първите, които съобщават, че основната храна на колхидския фазан е отровното растение жълтурче. Той е и първият, който регистрира зимуването на планинския дъждосвирец в България – на 3 януари 1952 г. при Свищов.
Организира изложби в различни градове в България, с цел да запознае населението с животинското разнообразие в страната. Те са подреждани по раздели, видове и групи. За всеки екземпляр е дадено неговото българско и латинско наименование. Описан е начинът му на живот, размножаване, райони на обитание и други характерни особености. Препарираните животни са във възможно най-естествени пози, разположени по начин да наподобяват средата, в която живеят.
Окръжния съвет в Стара Загора откупува геологическа сбирка с почти всички минерали в България, която съдържа подробно описание къде е находището им, през кой период са образувани и други особености, както и използването им. По-късно е откупена и по-малка сбирка от птици, бозайници и риби. Градският съвет в Казанлък откупува пълна сбирка от около 500 вида препарирани животни, в която са включени птици, бозайници, риби, земноводни, пеперуди и насекоми.
Името му се свързва с първоначалните съобщения за намирането на червеногушата гъска в България.
Автор е на публикации в списанията „Природа и знание“, „Природа“, „Лов и риболов“.